# Equips de la temporada 1998/99 de la Primera Divisió Espanyola
A la temporada 1998/99 de la primera divisió espanyola hi van participar vint equips. El campió va ser el FC Barcelona per segon any consecutiu. Els catalans van quedar per davant del Reial Madrid i el RCD Mallorca. Van perdre la categoria el CF Extremadura, el Vila-real CF (que debutava a primera divisió), el CD Tenerife i la UD Salamanca.
Els jugadors que van participar en cada equip van ser els següents, ordenats per nombre de partits disputats.

## FC Barcelona
| - Rivaldo 37 - 24 gols - Hesp 37 - Cocu 36 - 12 gols - Sergi 35 - Kluivert 35 - 15 gols - Figo 34 - 7 gols - Abelardo 30 - 1 gol - Reiziger 26 - Luis Enrique 26 - 11 gols - Zenden 25 - Anderson 24 - 6 gols - Pellegrino 23 - Guardiola 22 - 1 gol - Frank de Boer 19 - 2 gols - Xavi 17 - 1 gol | - Celades 16 - 2 gols - Giovanni 14 - 2 gols - Okunowo 14 - Ronald de Boer 13 - Òscar 6 - 2 gols - Roger 6 - Ciric 5 - Nadal 2 - Arnau 1 - Bogarde 1 - Vitor Baia 0 - Mario 0 - Amunike 0 - Busquets 0 |

Entrenador: Louis Van Gaal 38

## Reial Madrid
| - Raúl 37 - 25 gols - Seedorf 37 - 3 gols - Roberto Carlos 35 - 5 gols - Illgner 34 - Sávio 34 - 6 gols - Morientes 33 - 19 gols - Sanchis 33 - Panucci 31 - Hierro 28 - 6 gols - Mijatovic 28 - 5 gols - Guti 28 - 1 gol - Iván Campo 27 - 1 gol - Jarni 27 - 1 gols - Redondo 23 - Karembeu 20 | - Suker 19 - 4 gols - Jaime 14 - Fernando Sanz 9 - Rojas 5 - Contreras 4 - Karanka 4 - Eto'o 1 - Ognjenovic 1 - Tena 1 - Tote 1 - Bizzarri 0 - Álvaro 0 - Rubio 0 - Edgar 0 |

Entrenador: Guus Hiddink 23, John Benjamin Toshack 15

## RCD Mallorca
| - Olaizola 36 - Dani 36 - 12 gols - Stankovic 36 - 4 gols - Roa 35 - Miquel Soler 34 - Marcelino 34 - 3 gols - Siviero 33 - Engonga 33 - Lauren 33 - 1 gol - Biagini 31 - 11 gols - Soler 29 - 1 gol - Ibagaza 26 - 5 gols | - Paunović 24 - 5 gols - Chupa López 23 - 3 gols - Carreras 18 - Fernando Niño 16 - Arpón 13 - Carlos 13 - Luque 5 - Pineda 4 - César Gálvez 3 - Rufete 0 - Paco Sanz 0 |

Entrenador: Héctor Cúper 38

## València Club de Futbol
| - Cañizares 38 - Mendieta 37 - 7 gols - Carboni 36 - Angulo 36 - 8 gols - Đukić 32 - 1 gol - Claudio López 32 - 21 gols - Farinòs 32 - 2 gols - Milla 31 - 1 gol - Schwarz 30 - 4 gols - Angloma 29 - 1 gol - Roche 29 - Popescu 25 - 1 golç - Björklund 24 - Ilie 24 - 10 gols | - Juanfran 21 - Vlaović 20 - 2 gols - Lucarelli 12 - 1 gol - Dennis Serban 10 - 1 gol - Soria 10 - Rubén Navarro 4 - Camarasa 3 - Jandro 2 - Téllez 1 - Bartual 0 - Morigi 0 - Sabin Ilie 0 - Javi Navarro 0 |

Entrenador: Claudio Ranieri 38

## Celta de Vigo
| - Dutruel 37 - Cáceres 36 - 1 gol - Makélélé 36 - 2 gols - Juan Sánchez 36 - 13 gols - Míchel Salgado 35 - 3 gols - Tomás 35 - 3 gols - Karpin 34 - 8 gols - Mostovoi 33 - 6 gols - Pènev 32 - 14 gols - Djorovic 31 - 1 gol - Mazinho 31 - 4 gols - Revivo 26 - 9 gols | - Oskar Vales 24 - Josema 18 - Berges 18 - 1 gol - Eggen 16 - Gudelj 14 - 2 gols - Bruno Caires 11 - Jordi Cruyff 8 - 1 gol - Cadete 7 - 1 gol - Fran Caínzos 2 - Pinto 1 - Adriano 1 |

Entrenador: Víctor Fernández Braulio 38

## Deportivo de La Corunya
| - Songo'o 37 - Mauro Silva 36 - Turu Flores 36 - 14 gols - Ziani 36 - 6 gols - Romero 34 - Fran 32 - 6 gols - Flávio Conceição 31 - 1 gol - Donato 31 - 1 gol - Naybet 30 - 1 gol - Djalminha 30 - 8 gols - Schürrer 28 - 1 gol - Pauleta 28 - 10 gols - Armando 27 - Scaloni 21 | - Hadji 21 - 2 gols - Bonnissel 16 - Bassir 15 - Manuel Pablo 14 - Manjarín 10 - Ramis 10 - Rufai 1 - Javi López 1 - José Ramón 1 - Nuno 0 - Manteca Martínez 0 - Hélder 0 - Aira 0 |

Entrenador: Javier Iruretagoyena Amiano 38

## RCD Espanyol
| - Toni 38 - Iván Helguera 37 - 2 gols - Cristóbal 35 - 1 gol - Nando 34 - 1 gol - Sergio 34 - Benítez 32 - 7 gols - Posse 32 - 4 gols - Capdevila 29 - 4 gols - Arteaga 28 - 2 gols - Galca 27 - 4 gols - Pochettino 26 - Nan Ribera 26 - 2 gols - Pacheta 21 - De Lucas 20 - 5 gols - Quique Martín 20 - 2 gols | - Tamudo 19 - 8 gols - Darío Silva 15 - 3 gols - Esnáider 13 - 2 gols - Villa 12 - Brnovic 11 - Domínguez 5 - Serrano 4 - 1 gol - Lopo 2 - Manolo Pérez 1 - Pralija 1 - Milosevic 1 - Argensó 0 - Eto'o 0 - Luis Cembranos 0 |

Entrenador: Marcelo Bielsa 6, Miguel Ángel Brindisi 32

## Athletic Club de Bilbao
| - Ezquerro 38 - 7 gols - Imanol Etxeberria 37 - Alkiza 37 - Guerrero 36 - 9 gols - Urzaiz 36 - 16 gols - Etxeberria 36 - 5 gols - Javi González 30 - 1 gol - Lacruz 29 - 1 gol - Larrazábal 29 - 2 gols - Carlos García 28 - 1 gol - Felipe Guréndez 27 - 1 gol - Patxi Ferreira 26 - 2 gols - Urrutia 26 - 1 gol | - Roberto Rios 19 - 1 gol - Alkorta 15 - 1 gol - Lasa 15 - Iñigo Larrainzar 14 - Imaz 13 - 1 gol - Jose Maria 10 - 2 gols - Nagore 9 - Yeste 8 - Jorge Pérez 9 - César 1 - Valencia 1 - Bolo 1 |

Entrenador: Luis Fernández 38

## Reial Saragossa
| - Paco 37 - Aguado 36 - 4 gols - Milošević 35 - 17 gols - Marcos Vales 34 - 6 gols - Pablo 32 - 1 gol - Santi Aragón 32 - 3 gols - Gustavo López 32 - 5 gols - Acuña 31 - 2 gols - José Ignacio 31 - 1 gol - Kily González 29 - 6 gols - Juanmi 25 - Sundgren 25 - Jamelli 23 - 4 gols | - Garitano 19 - 1 gol - Solana 19 - Wooter 18 - Yordi 16 - 5 gols - Mondragón 13 - Cuartero 13 - Radímov 4 - Luis Helguera 3 - Javi Peña 2 - Belsué 1 - Gilmar 1 - Konrad 0 - Laínez 0 |

Entrenador: José Francisco Rojo Arroitia 38

## Reial Societat
| - Aranzábal 37 - 1 gol - Alberto 37 - Sá Pinto 36 - 4 gols - Pikabea 35 - 1 gol - Juan Gómez 32 - Kovačević 30 - 16 gols - Idiakez 29 - 7 gols - De Paula 29 - 6 gols - Loren 27 - De Pedro 27 - 6 gols - López Rekarte 26 - Antía 22 - Jáuregi 22 - 2 gols | - Aldeondo 19 - 1 gol - Fuentes 18 - Kühbauer 16 - Mutiu 17 - José Félix Guerrero 15 - Gracia 15 - 1 gol - Aranburu 14 - 1 gol - Cvitanovic 12 - Olabe 1 - Barkero 1 - Luis Pérez 0 - Sarriegi 0 |

Entrenador: Bernd Krauss 38

## Reial Betis
| - Luís Fernández 36 - Finidi 36 - 11 gols - Denilson 35 - 2 gols - Ito 34 - 1 gol - Prats 32 - Oli 32 - 9 gols - Fernando 29 - 2 gols - Benjamín 28 - 1 gol - Merino 27 - Alexis 27 - 3 gols - Olias 26 - Cañas 24 - 1 gol - Otero 20 - Gàlvez 19 - 5 gols | - Filipescu 18 - 3 gols - Celso Ayala 17 - 1 gol - Ureña 16 - Solozábal 15 - Jaume Quesada 12 - Alfonso 11 - 2 gols - Iván Pérez 10 - 1 gol - Valerio 8 - Jacques 4 - 1 gol - Cuéllar 3 - Juan Jesús 3 - 1 gol - Márquez 3 - Andrei 0 - Vidakovic 0 |

Entrenador: Vicente Cantatore Socci 6, Javier Clemente Lázaro 31

## Reial Valladolid
| - César Sánchez 38 - Chema 37 - Marcos 36 - Peternac 35 - 11 gols - Peña 33 - Torres Gómez 32 - 2 gols - Vizcaíno 31 - 1 gol - Alberto 31 - 4 gols - Turiel 29 - 4 gols - García Calvo 28 - Víctor 28 - 4 gols - Caminero 27 - 4 gols - Santamaría 25 | - Eusebio 21 - Klimowicz 21 - 1 gol - Julio César 19 - 2 gols - Harold Lozano 19 - 1 gol - Emilio 14 - Dutuel 10 - Isailovic 6 - Orlando 3 - Gutiérrez 1 - Ricardo 0 - Elduayen 0 - Raúl Ibáñez 0 - Heinze 0 |

Entrenador: Sergije Kresic 38

## Atlètic de Madrid
| - Molina 38 - José Mari 37 - 9 gols - Serena 35 - 3 gols - Chamot 33 - 1 gol - Juninho 32 - 8 gols - Santi 30 - Roberto 30 - 4 gols - Valerón 30 - 3 gols - Mena 29 - 2 gols - Aguilera 28 - 1 gol - Toni 22 - Lardín 21 - 2 gols - Correa 20 - 8 gols - Torrisi 17 - 1 gol - Jugovic 17 - 3 gols | - Njegus 15 - 1 gol - Bejbl 14 - Solari 12 - 1 gol - Kiko 11 - 4 gols - Venturin 11 - Baraja 8 - 1 gol - Juan González 8 - 2 gols - Geli 6 - Ramón 6 - Tevenet 5 - Jaro 2 - Fortune 2 - Loren 2 - Gaspar 2 - López 0 |

Entrenador: Arrigo Sacchi 22, Carlos Sánchez Aguiar 5, Radomir Antić 11

## Reial Oviedo
| - Dely Valdés 37 - 19 gols - Esteban 37 - Manel 34 - gol - Paulo Bento 34 - Onopko 33 - Ivan Ania 33 - 2 gols - Dubovsky 32 - 3 gols - César 31 - 4 gols - Rabarivony 30 - Nađ 27 - 1 gol - Pompei 27 - 3 gols - Jaime 26 - 1 gol - Möller 26 - 1 gol - Eskurza 24 | - Fábio Pinto 17 - 1 gol - Joyce Moreno 19 - Iván 16 - 3 gols - Bango 15 - Amieva 8 - Keita 7 - Berto 3 - Juan González 2 - Rivas 1 - Boris 1 - Geni 1 - Saavedra 1 - Mora 1 |

Entrenador: Fernando Vázquez Pena 38

## Racing de Santander
| - Munitis 37 - 8 gols - Víctor 35 - 12 gols - Tais 35 - 1 gol - Arzeno 34 - 2 gols - Ismael 34 - 4 gols - Bestxàstnikh 34 - 6 gols - Vivar Dorado 27 - Ceballos 27 - Shustikov 27 - 1 gol - Txema 25 - Mellberg 25 - Sietes 24 - Neru 23 - Merino 21 - 1 gol | - Geli 20 - Magallanes 17 - 1 gol - Salva Ballesta 16 - 2 gols - Preciado 16 - 2 gols - Amavisca 15 - 1 gol - Marcos 6 - Grodas 6 - Sànchez Jara 5 - Billabona 4 - Colsa 1 - Moratón 1 - Pablo Casar 1 - Arrotegi 1 - Esteban Torre 0 |

Entrenador: Nando Yosu 16, Miguel Sánchez 2, Gustavo Adolfo Benítez Benito 2

## Deportivo Alavés
| - Karmona 38 - Sívori 36 - 5 gols - Desio 36 - 3 gols - Pablo 34 - 5 gols - Berruet 31 - Ibon Begoña 30 - 1 gol - Canabal 30 - 5 gols - Magno 29 - 3 gols - Gerard 29 - 7 gols - Iván Rocha 24 - Azkoitia 24 - 1 gol - Belsué 22 - Julio Salinas 22 - 4 gols | - Kike 20 - Albístegi 19 - Tito 18 - Vitamina Sánchez 18 - 1 gol - Alfonso 16 - Josete 15 - Berti 8 - 1 gol - Gañán 7 - Revilla 7 - Morales 6 - Alex 4 - Ismael 2 - Solaun 0 |

Entrenador: José Manuel Esnal 38

## CF Extremadura
| - Óscar Montiel 37 - Manuel 37 - 1 gol - Belenguer 36 - Félix 35 - 2 gols - Kalla 34 - Toni Velamazán 33 - 6 gols - Duré 33 - 6 gols - Gaspercic 32 - David 32 - Pedro José 30 - Gabrich 28 - 2 gols - Soto 27 - 2 gols - Poli 26 | - Esposito 20 - 2 gols - Juanito 20 - Viaud 19 - 1 gol - Toril 16 - 2 gols - Amador 7 - Bogdanovic 7 - Rueda 7 - Ouattara 7 - 1 gol - Eraña 5 - Diego Torres 1 - Ferrari 1 - 1 gol - Cermelj 0 - Padilla 0 |

Entrenador: Rafael Benítez Maudes 38

## Vila-real CF
| - Robert 37 - 2 gols - Palop 35 - Albelda 35 - 2 gols - Craioveanu 35 - 13 gols - Alfaro 35 - 12 gols - Antonio Díaz 35 - 3 gols - Gerardo 34 - 2 gols - Saavedra 34 - 3 gols - Moisés 33 - 7 gols - Arregi 32 - Pasqual 31 - Tasevski 29 - Garcia Sanjuán 22 - Téllez 20 - Christiansen 19 - 1 gol | - Gaitán 12 - Javi Sanchis 11 - Imanol 8 - 1 gol - Serer 8 - Javi Prats 4 - Cesar Laínez 3 - Ángel Luis 2 - Salillas 2 - Sandro Mendes 2 - Iordache 1 - Quique Medina 1 - Basauri 0 - Kalajdzic 0 - Lluis Pascual 0 |

Entrenador: José Antonio Irulegui Garmendia 36, Francisco García Gómez 2

## CD Tenerife
| - Makaay 36 - 14 gols - Emerson 34 - 2 gols - Juanele 33 - 5 gols - Alexis 31 - 3 gols - Jokanovic 29 - 2 gols - Dani 29 - Unzué 23 - Llorente 21 - 1 gol - Felipe 20 - Domingos 19 - 1 gol - Pinilla 19 - 1 gol - Chano 19 - Kodro 18 - Slovák 18 - 1 gol - Basavilbaso 17 - Pablo Paz 17 - Robaina 15 | - Navarro Montoya 15 - Lussenhoff 13 - Mista 13 - 3 gols - André Luiz 12 - 2 gols - Pier 12 - 4 gols - Antonio Mata 11 - Javi López 11 - Ballesteros 8 - 1 gol - Vierklau 8 - Jonay 6 - Marcelino 4 - Leandro 4 - Gustavo 1 - Iván 1 - Jacob 1 - Ojeda 0 |

Entrenador: Juan Manuel Lillo Díez 15, Carlos Daniel Aimar 17, Valentín Jorge Sánchez 6

## Unió Esportiva Salamanca
| - Vellisca 38 - 1 gol - Edu Alonso 36 - 3 gols - Lanna 34 - 1 gol - Korino 33 - 3 gols - Giovanella 33 - 1 gol - Stelea 33 - Silvani 31 - 3 gols - Casartelli 29 - 1 gol - Munteanu 27 - 3 gols - Cardetti 25 - 5 gols - Taira 25 - Rogerio 25 - Loren 21 - 2 gols - Barbarà 18 - 1 gol | - Pavlicic 18 - 1 gol - Leo Ramos 15 - 2 gols - Lunari 14 - Lupidio 10 - Marinescu 10 - Tomás 10 - Nuno Luis 9 - Aizpurua 6 - Zegarra 5 - 1 gol - Dino 1 - Medina 1 - Redero 1 - Tom 0 |

Entrenador: Miguel Ángel Russo 15, Baltasar Sánchez Martín 3, Jesús María Saéz Ortuondo 12, Carlos Martínez Diarte 9